# Statens inspektion för försvarsunderrättelseverksamheten
Statens inspektion för försvarsunderrättelseverksamheten (SIUN) är en svensk statlig förvaltningsmyndighet, som sorterar under Försvarsdepartementet och har till uppgift att kontrollera försvarsunderrättelseverksamheten hos Försvarsmakten, Försvarets radioanstalt, Försvarets materielverk och Totalförsvarets forskningsinstitut. Inspektionen ska kontrollera att dessa myndigheter, i den försvarsunderrättelseverksamhet som utförs, efterlever lagar och förordningar samt i övrigt fullgör sina skyldigheter.

## Inrättande
SIUN ersatte den 1 december 2009 Försvarets underrättelsenämnd.

## Ledning
Myndigheten leds av en nämnd bestående av högst sju ledamöter som tillsätts av regeringen.
Ordförande är Monika Sörbom, lagman, och vice ordförande är Stefan Jansson, chefsrådman. Dessutom sitter följande nuvarande eller f.d. riksdagsledamöter med som särskilda ledamöter: ClasGöran Carlsson, Margareta Pålsson, Helene Petersson,  Anders Schröder och Per Westerberg. Maria Broms Hagelin är nämndens kanslichef.